# Ramiz Javed
Ramiz Javed (* 24. Januar 1993) ist ein pakistanischer Langstreckenläufer.

## Sportliche Laufbahn
Erste internationale Erfahrungen sammelte Ramiz Javed im Jahr 2016, als er bei den Südasienspielen in Guwahati in 14:32,36 min den vierten Platz im 5000-Meter-Lauf belegte, wie auch über 10.000 Meter in 30:54,29 min.
In den Jahren 2015 und 2018 wurde Javed pakistanischer Meister über 5000 Meter sowie 2018 auch im 1500- und 10.000-Meter-Lauf.

## Persönliche Bestzeiten
- 1500 Meter: 3:57,37 min, 9. April 2017 in Karatschi
- 5000 Meter: 14:32,36 min, 9. Februar 2016 in Guwahati
- 10.000 Meter: 30:54,29 min, 10. Februar 2016 in Guwahati